# Gentarō Kodama
Gentarō Kodama (jap. 兒玉 源太郎 Kodama Gentarō; ur. 16 marca 1852 w Tokuyamie, zm. 23 lipca 1906 w Tokio) — generał Cesarskiej Armii Japońskiej, szef sztabu Armii Mandżurskiej podczas wojny rosyjsko-japońskiej i wieloletni gubernator generalny Tajwanu. Jeden z twórców nowoczesnej armii japońskiej.

## Życiorys
Urodził się 16 marca 1852 w Tokuyamie, w ówczesnej domenie Chōshū (obecnie prefektura Yamaguchi). Wraz ze swoim klanem walczył przeciwko siłom siogunatu w wojnie boshin, w czasie restauracji Meiji. Po ustanowieniu Cesarskiej Armii Japońskiej, wstąpił do niej jako żołnierz, ale wkrótce awansował na porucznika. Walczył z rebelią w Saga i wziął udział w wyprawie na wyspy Riukiu w 1876. 
Po 1891 uzupełniał wiedzę wojskową w Niemczech, pełniąc tam jednocześnie funkcję wojskowego attaché. Po powrocie do Japonii, wraz z Klemensem Mecklem, pracował nad reorganizacją armii japońskiej na wzór pruski, służąc jako wiceminister ds. armii. Był pierwszym komendantem Akademii Sztabu Generalnego. W późniejszych latach służył też jako wiceminister ds. armii. W czasie I wojny chińsko-japońskiej był szefem sztabu w Hiroshimo.
W lutym 1898 mianowany gubernatorem generalnym Tajwanu, którym formalnie był do kwietnia 1906, choć po 1900 faktyczną kontrolę nad sprawami wyspy sprawował Shinpei Gotō. 
W 1900 został ministrem ds. armii w gabinecie Hirobumiego Itō. Gdy premierem został Tarō Katsura, objął ministerstwo spraw wewnętrznych i edukacji. W 1903 zrezygnował z posady rządowej i wrócił na stanowisko zastępcy szefa sztabu, przygotowując plany wojny z Rosją. Uważany za głównego twórcę planu japońskiej ofensywy w Mandżurii.
W czerwcu 1904, mianowany generałem, był szefem sztabu Armii Mandżurskiej marszałka Iwao Ōyamy, którego zastąpił na czas choroby, na początku 1905. Wcześniej pomagał też w organizacji ataku na Port Artur. Obawiając się, że ostatecznie większe zasoby Rosji wyczerpią siły Japonii, dążył do negocjacji pokojowych, dopóki Japończycy mieli przewagę po wygranej bitwie pod Mukdenem. By wzmocnić pozycję przetargową Japonii, zaplanował także inwazję na Sachalin.
W 1906 mianowany szefem Sztabu Generalnego, ale wyczerpany trudami wojny, zmarł w tym samym roku. Pośmiertnie mianowany wicehrabią i odznaczony pierwszym nadanym Orderem Złotej Kani I klasy.